# Candelaria (estación del Metro de Ciudad de México)
Candelaria o Candelaria/Palacio Legislativo (nombre aplicado únicamente para la estación de la línea 4) es una de las estaciones que forman parte del Metro de la Ciudad de México. Es la correspondencia de la Línea 1 y la Línea 4. Se ubica en el centro de la Ciudad de México, en la alcaldía Venustiano Carranza.

## Información general
El nombre de la estación proviene del nombre de la colonia en que se ubica, la Candelaria de los Patos, llamada así debido a que en ese lugar, cuando era la ribera del Lago de Texcoco era conocido por la cantidad de patos que se reunían en el lugar, su isotipo representa un pato en un lago.
La estación del metro Candelaria de la línea 4 se encuentra frente al Palacio Legislativo de San Lázaro, sede de la Cámara de Diputados y es la única de todo el STC Metro que tiene una denominación diferente en cada línea Candelaria/Palacio Legislativo, sólo para la estación de la línea 4.

Candelaria funcionó durante un breve tiempo como terminal de la línea 4 desde su inauguración en agosto de 1981, hasta que en mayo de 1982 fue ampliada a Santa Anita.

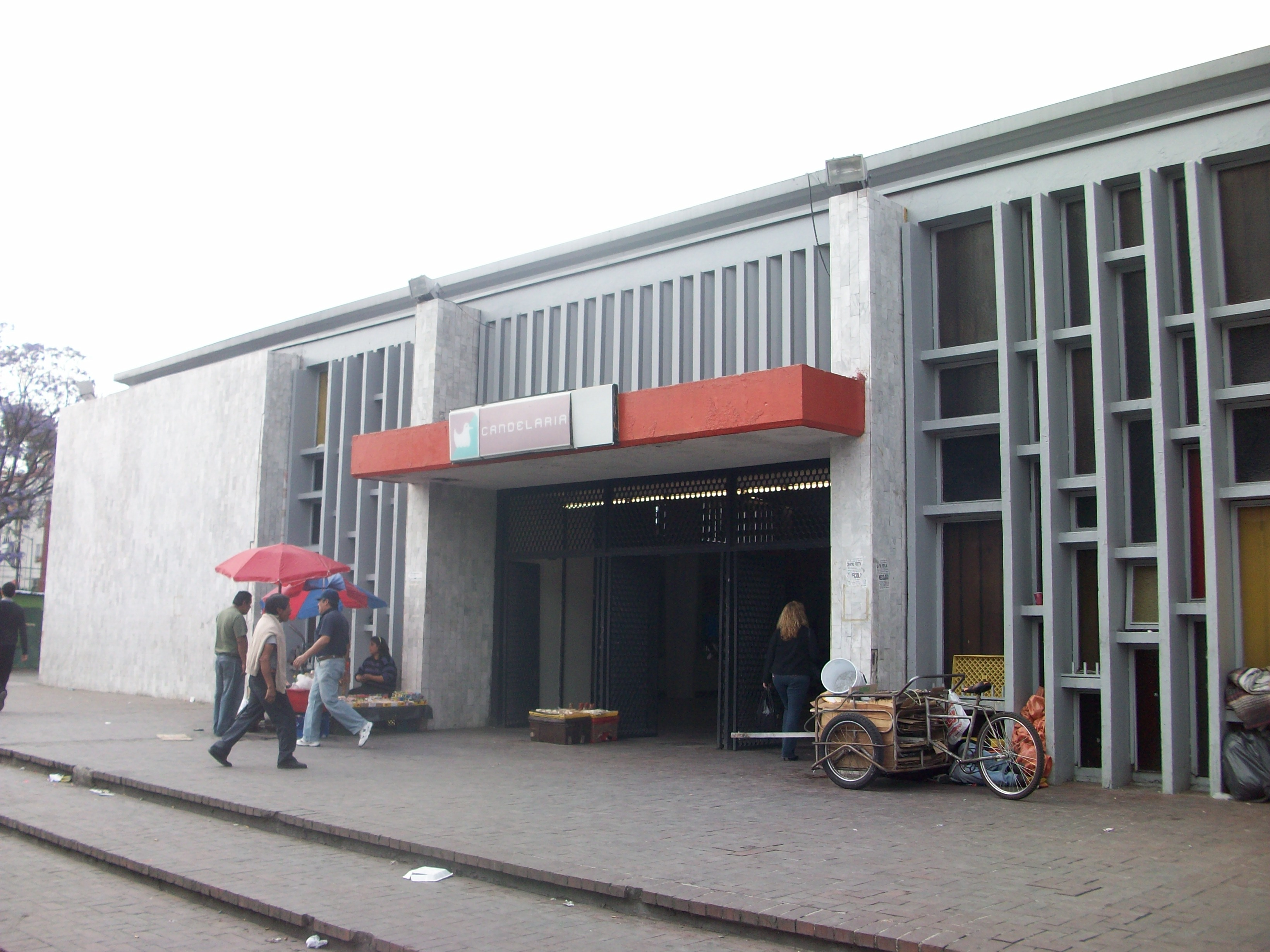
Entrada a la estación de la línea 1 en la Ciudad de México (2010)

### Remodelación
La estación fue clausurada el 11 de julio de 2022 debido a los trabajos de remodelación de la Línea 1 del Metro. El proyecto contemplaba inicialmente la reapertura de la estación en febrero de 2023. Durante la remodelación se habilitaron varias rutas de autobuses de RTP para suplir la demanda de transporte.

La estación fue reabierta el 29 de octubre de 2023, siete meses después de la fecha prevista. La reapertura incluyó que el acceso a la estación sólo se pudiera realizar mediante la tarjeta de movilidad integrada, retirando la posibilidad de ingresar mediante boleto.

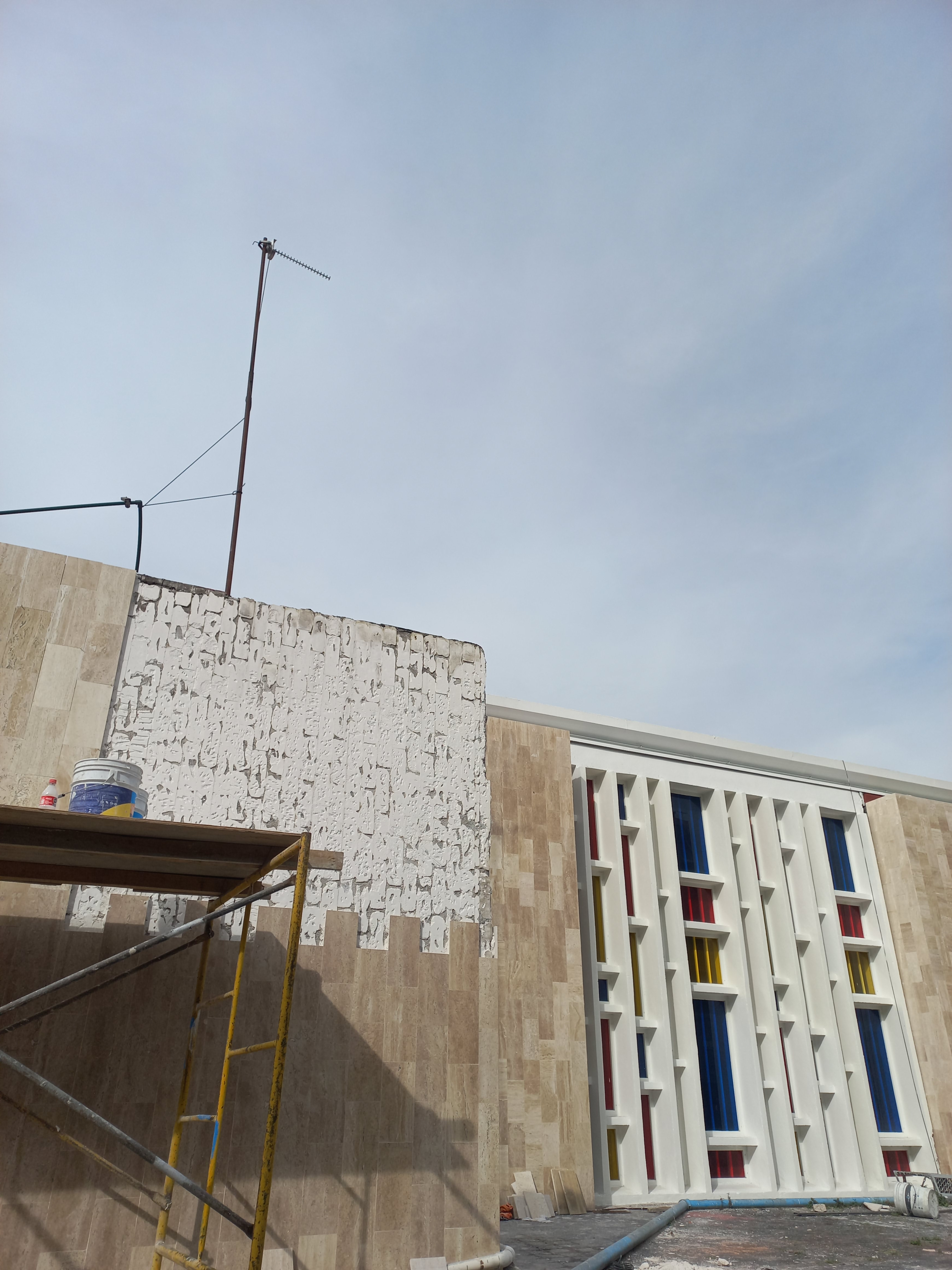
Remodelación de la fachada de la estación del metro Candelaria de la línea 1 en la Ciudad de México (2022)

### Afluencia
Las siguientes tablas muestran la afluencia de la estación (por línea) en los últimos 10 años:
| Afluencia Anual de Pasajeros (Línea 1) | Afluencia Anual de Pasajeros (Línea 1) | Afluencia Anual de Pasajeros (Línea 1) | Afluencia Anual de Pasajeros (Línea 1) | Afluencia Anual de Pasajeros (Línea 1) | Afluencia Anual de Pasajeros (Línea 1) |
| -------------------------------------- | -------------------------------------- | -------------------------------------- | -------------------------------------- | -------------------------------------- | -------------------------------------- |
| Año                                    | Afluencia                              | A Diario                               | Ranking                                | Incremento                             | Ref.                                   |
| 2024                                   | -                                      | -                                      | -                                      | -                                      |                                        |
| 2023                                   | 815,643                                | 2,234                                  | 181°/187                               | -78.51%                                | [ 6 ]                                  |
| 2022                                   | 3,795,335                              | 10,398                                 | 116°/175                               | -41.23%                                | [ 7 ]                                  |
| 2021                                   | 6,457,461                              | 17,691                                 | 30°/195                                | -11.38%                                | [ 8 ]                                  |
| 2020                                   | 7,286,788                              | 19,909                                 | 28°/195                                | -14.82%                                | [ 9 ]                                  |
| 2019                                   | 8,554,561                              | 23,437                                 | 60°/195                                | +0.84%                                 | [ 10 ]                                 |
| 2018                                   | 8,484,051                              | 23,243                                 | 66°/195                                | -2.87%                                 | [ 11 ]                                 |
| 2017                                   | 8,734,718                              | 23,930                                 | 60°/195                                | -4.68%                                 | [ 12 ]                                 |
| 2016                                   | 9,163,851                              | 25,037                                 | 59°/195                                | -1.74%                                 | [ 13 ]                                 |
| 2015                                   | 9,325,829                              | 25,550                                 | 54°/195                                | +0.18%                                 | [ 14 ]                                 |

| Afluencia Anual de Pasajeros (Línea 4) | Afluencia Anual de Pasajeros (Línea 4) | Afluencia Anual de Pasajeros (Línea 4) | Afluencia Anual de Pasajeros (Línea 4) | Afluencia Anual de Pasajeros (Línea 4) | Afluencia Anual de Pasajeros (Línea 4) |
| -------------------------------------- | -------------------------------------- | -------------------------------------- | -------------------------------------- | -------------------------------------- | -------------------------------------- |
| Año                                    | Afluencia                              | A Diario                               | Ranking                                | Incremento                             | Ref.                                   |
| 2024                                   | -                                      | -                                      | -                                      | -                                      |                                        |
| 2023                                   | 4,502,515                              | 12,335                                 | 105°/187                               | +39.40%                                | [ 6 ]                                  |
| 2022                                   | 3,229,966                              | 8,849                                  | 125°/175                               | +68.91%                                | [ 7 ]                                  |
| 2021                                   | 1,912,281                              | 5,239                                  | 142°/195                               | +15.21%                                | [ 8 ]                                  |
| 2020                                   | 1,659,786                              | 4,534                                  | 161°/195                               | -43.80%                                | [ 9 ]                                  |
| 2019                                   | 2,953,147                              | 8,090                                  | 165°/195                               | +3.13%                                 | [ 10 ]                                 |
| 2018                                   | 2,863,399                              | 7,844                                  | 167°/195                               | +3.74%                                 | [ 11 ]                                 |
| 2017                                   | 2,760,169                              | 7,562                                  | 170°/195                               | +0.83%                                 | [ 12 ]                                 |
| 2016                                   | 2,737,480                              | 7,476                                  | 169°/195                               | -0.85%                                 | [ 13 ]                                 |
| 2015                                   | 2,760,842                              | 7,563                                  | 158°/195                               | +1.59%                                 | [ 14 ]                                 |

## Conectividad

### Salidas
- Línea 1 (norte y sur): Avenida Candelaria de los Patos, Colonia U.H. Candelaria de los Patos
- Línea 4 al oriente: Eje 2 Oriente Avenida H. Congreso de la Unión y Calle Sidar y Rovirosa, Colonia El Parque
- Línea 4 al poniente: Eje 2 Oriente Avenida H. Congreso de la Unión y Calle General Anaya, Colonia Zona Centro

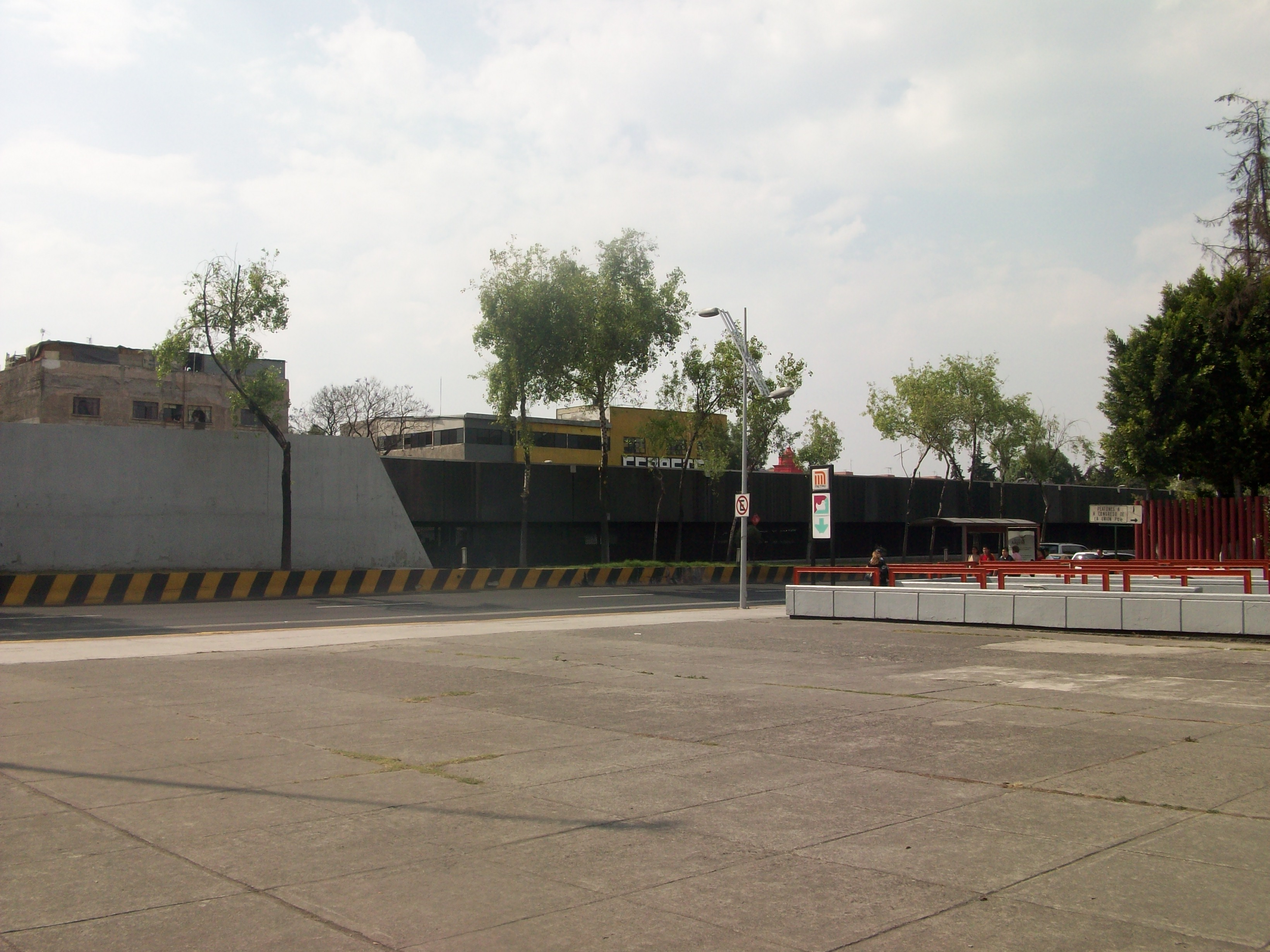
Edificio de andenes de la línea 4

### Conexiones
Existen conexiones con las estaciones y paradas de diversos sistemas de transporte:
Metrobús de la Ciudad de México (a distancia):
- Línea 4 (Ruta Sur) del Metrobús de la Ciudad de México (Buenavista / San Lázaro):
  - Cecilio Robelo.

Red de Transporte de Pasajeros de la Ciudad de México
- Módulo 5 Alcaldía Gustavo A. Madero I:
  - Ruta 37 (U.C.T.M. Atzacoalco-Carmen Serdán).

Corredores Concesionados
- Corredor 5: La Virgen / Martín Carrera (COVITENI) (Martín Carrera-Escuela Naval).

## Sitios de interés
- Palacio Legislativo de San Lázaro
- Deportivo Venustiano Carranza